# Dendi
Danil Ishutin (tiếng Ukraina: Данило Ішутін; sinh ngày 30 tháng 12 năm 1989), thường được biết tới với tên Dendi, là vận động viên thể thao điện tử người Ukraina thi đấu bộ môn Dota 2. Dendi được biết tới nhiều nhất khi chơi cho đội Natus Vincere từ năm 2008–2019, giúp anh có được chức vô địch thế giới The International lần thứ nhất (2011), cùng 2 lần về nhì ở các mùa giải tiếp theo (2012 và 2013).
Cuối năm 2018, Dendi rời khỏi đội hình thi đấu chính thức của Natus Vincere. Anh chơi cho đội Tigers (Malaysia) dưới dạng cho mượn vào tháng 1 năm 2019. Chỉ 4 tháng sau, Tigers tan rã. Anh tham gia đội The Pango trong khuôn khổ vòng loại The International 2019, trước khi Natus Vincere chính thức tuyên bố chấm dứt hợp đồng vào tháng 8 cùng năm. Năm 2020, anh tuyên bố thành lập đội Dota 2 và công ty quản lý thể thao điện tử mang tên B8.
Dendi chơi ở vị trí solo mid, và từng là một trong những vận động viên hàng đầu thế giới ở vị trí này. Tính tới tháng 8 năm 2019, tài khoản của Dendi trên Twitch vẫn là tài khoản cá nhân của vận động viên Dota 2 có nhiều người theo dõi nhất. Anh cũng là gương mặt đại diện của trò chơi Dota 2 thi đấu trận đấu biểu diễn cùng trí tuệ nhân tạo (OpenAI) trong khuôn khổ The International 2017. Dendi được coi là một trong những vận động viên được hâm mộ và có ảnh hưởng nhất lịch sử bộ môn Dota 2. Tài sản ước tính của anh tính tới năm 2018 là vào khoảng 2 triệu $.

## Tiểu sử

### Defense of the Ancients
Dendi sinh ra và lớn lên tại thành phố Lviv, Ukraina. Trong bộ phim tài liệu Free to Play do Valve phát hành vào năm 2014, Dendi tiếp cận với trò chơi điện tử từ khi còn rất nhỏ với chiếc máy tính của bà nội. Anh thường trốn gia đình chơi điện tử tại các quán cafe, trước khi được gia đình mua một chiếc máy tốt hơn. Dendi bắt đầu với Counter-Strike, sau đó là Warcraft III. Anh giành được vài chức vô địch tại Lviv, trước khi biết đến bản mod Defense of the Ancients (DotA) của Warcraft III.
Không lâu sau, Dendi thành lập đội đánh của riêng mình mang tên WolkeR Gaming (WG), trở thành vận động viên thể thao điện tử chuyên nghiệp vào năm 2006. Họ về thứ 3 giải đấu MYM Prime Nations năm 2006. Chỉ vài tháng sau, họ vào tới trận chung kết của giải đấu MYM Prime Defending. Đội Kingsurf muốn thành lập một đội hình DotA ngoài Trung Quốc nên đã nhanh chóng mua lại WG, đổi tên thành Ks.int. Tháng 6 năm 2009, Dendi chuyển sang thi đấu cho đội DTS Gaming mới thành lập. Họ ngay lập tức giành ngôi á quân tại Electronic Sports World Cup (ESWC) năm 2010, và sau đó về thứ 3 tại World DotA Championship (WDC). Cuối năm 2010, Natus Vincere chiêu mộ Dendi.

### Dota 2
Sau khi mua lại và phát triển mod Defense of the Ancients thành một tựa game riêng, Valve đã tổ chức Giải vô địch thế giới chuyên nghiệp bộ môn Dota 2 có tên The International lần thứ nhất (2011) tại Đức. Natus Vincere đã đăng quang giải đấu thể thao điện tử giá trị nhất vào thời điểm bấy giờ (1 triệu $) với Dendi chơi ở vị trí offlane. Đội thi đấu thành công trong giai đoạn 2012–2014 với nhiều chức vô địch lớn nhỏ, đặc biệt là 2 lần về nhì The International (2012 và 2013), với Dendi là ngôi sao trung tâm của toàn đội và chơi ở vị trí solo mid.
Kể từ năm 2014, Natus Vincere không còn thi đấu ổn định. Họ kết thúc mùa giải ở vị trí số 7–8 tại The International 2014. Đội hình bị xáo trộn liên tục, và tới 2 kỳ The International tiếp theo (2015 và 2016), họ thậm chí còn đứng cuối cùng. Kết quả kém cỏi còn kéo dài khi họ không thể vượt qua vòng loại khu vực CIS các năm 2017 và 2018.
Trong thời gian đó, Dendi cũng tham gia giải đấu World Electronic Sports Games cấp đội tuyển quốc gia, đại diện cho Team Ukraine tại giải đấu năm 2016.
Tháng 9 năm 2018, Dendi chính thức bị loại khỏi đội hình thi đấu của Natus Vincere. Anh được đội Tigers mượn vào tháng 1 năm 2019, tuy nhiên kết quả nghèo nàn khiến Tigers tan rã chỉ sau 4 tháng. Dendi sau đó chuyển sang đội The Pango nhằm thi đấu vòng loại The International 2019 và không thành công, trái ngược hoàn toàn với vòng loại khu vực CIS vô cùng xuất sắc của đội hình mới Natus Vincere. Đầu tháng 8 năm 2019, Natus Vincere chấm dứt hợp đồng với Dendi.
Tại mùa giải The International 2019, Dendi tham dự với tư cách bình luận viên kênh tiếng Nga. Tháng 11 năm 2019, anh thành lập đội chơi mới mang tên Viet Flashbacks. Đội hình thi đấu không thành công, và tới cuối tháng 1 năm 2020, Dendi thành lập tổ chức thể thao điện tử và đội chơi Dota 2 của cá nhân mình mang tên B8.

## Đánh giá
Chơi ở vị trí solo mid, Dendi từng được coi là một trong những vận động viên xuất sắc nhất thế giới ở vị trí này. Tuy nhiên, trong nhiều giai đoạn khác nhau bao gồm thời kỳ The International 2011 và các giai đoạn khủng hoảng phong độ của Natus Vincere, Dendi từng chuyển sang thi đấu carry, offlane và cả support cho đội. Tại đội hình của đội Tigers, Dendi ban đầu nhận vị trí chơi offlane, sau đó trở về solo mid. Trong giai đoạn 2017–2018, Dendi còn là đội trưởng và drafter của Natus Vincere. Tại đội B8, anh cũng đảm nhiệm cả 2 vai trò này và vị trí solo mid.
Dendi cũng chính là gương mặt đại diện của trò chơi Dota 2 thi đấu trận đấu biểu diễn cùng trí tuệ nhân tạo (OpenAI) trong khuôn khổ The International 2017 (thua 0-2). Sau trận đấu, Elon Musk, nhà sáng lập và giám đốc của OpenAI, đã viết trên Twitter rằng Dendi "là vận động viên xuất sắc nhất nền thể thao điện tử".
Dendi có tên trong Đại sảnh Danh vọng của Natus Vincere. Năm 2017, anh được tạp chí Great Gamers trao danh hiệu "Vận động viên MOBA của năm".

## Danh hiệu

### Defense of the Ancient
MYM Prime Defending #9
- Á quân (1): 2008 (cùng WolkeR Gaming)

### Dota 2
Tất cả các danh hiệu đều giành được cùng đội Natus Vincere. Ngoại lệ được ghi chú riêng.
The International
- Vô địch (1): 2011
- Á quân (2): 2012, 2013

Electronic Sports World Cup
- Vô địch (2): 2011, 2012
- Á quân (1): 2010 (cùng DTS Gaming)

The Premier League
- Vô địch (2): 2012

DreamHack
- Á quân (1): 2012

RaidCall
- Vô địch (1): 2013

The Defense
- Vô địch (2): 2012, 2013

Dota 2 Champions League
- Vô địch (2): 2014

StarLadder StarSeries
- Vô địch (7): 2012 (4), 2013, 2014, 2016
- Á quân (1): 2016

ESL One Frankfurt
- Á quân (1): 2016

Adrenaline Cyber League
- Vô địch (1): 2017

DreamLeague
- Vô địch (2): 2013, 2016
- Á quân (2): 2015, 2016